# Hrvatska prosvjeta
Hrvatska prosvjeta je bio hrvatski katolički mjesečnik. U impresumu se definirao kao časopis za književnost i umjetnost.
List je izlazio od 1914. godine sve do 1940. godine. Izlazio je u Zagrebu. Izdavač je bilo Kolo hrvatskih književnika, katolička organizacija.
Uređivali su ga te pisali za nj: Petar Grgec, Ferdo Rožić, Ljubomir Maraković, Hijacint Bošković i Mate Ujević.

## Poznati suradnici
Ton Smerdel, Hijacint Bošković Pavao Butorac, Jovan Hranilović, Eugen Matić (Narcis Jenko), Cvjetko Škarpa, Mato Paljug, Bonifacije Perović, Ivan Degrel, Emilio Pallua, Konstantin Rimarić Volinski, Marije Matulić, Antun Mahnić, Augustin Juretić, Juraj Šćetinec, Juraj Jurjević, Josip Vrana, Nedjeljko Subotić, Zlatko Dujmović, Đuro Gračanin i dr. i dr.